# 玛吉特·舒曼
玛吉特·舒曼（德語：Margit Schumann，1952年9月14日—2017年4月11日），德国女子雪橇运动员。她曾代表东德参加1972年、1976年和1980年冬季奥林匹克运动会雪橇比赛，获得一枚金牌和一枚铜牌。
1980 年普莱西德湖冬奥会获得第六名，结束了她的运动员生涯，她继续在莱比锡体育文化学院学习运动科学，以成为一名运动雪橇专业教练。